# رای بعد از فعل
آوردن «را» بعد از فعل در زبان فارسی از نظر برخی ادبا و زبان‌شناسان مثلاً ابوالحسن نجفی غلط دستوری است. آن‌ها به نبود این ویژگی در نوشته‌های بزرگان ادب فارسی همچون سعدی استناد می‌کنند. برخی دیگر از صاحب‌نظران با توجه به آمدن «را» بعد از فعل در زبان مردم عادی و نیز سخنرانی‌های فرهیختگان از فرگشت دستوری زبان فارسی سخن به میان آورده‌اند.